# Matti Sadeniemi

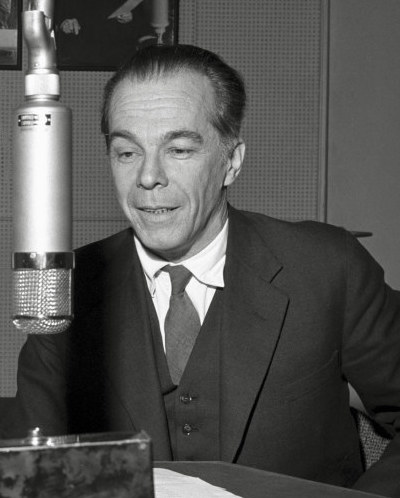
Matti Sadeniemi (1959)

Matti Juho Sadeniemi (till 1928 Sadenius), född 12 april 1910 i Tammerfors, död 29 juli 1989, var en finländsk språkvetare och en auktoritet inom finsk språkvård.
Sadeniemi blev filosofie doktor 1950. Han var 1932–1933 redaktör och 1939–1961 chefredaktör för ordboken Nykysuomen sanakirja och 1950–1974 föreståndare för Finlands Akademis språkbyrå, sedermera institutionen för nufinska; docent vid Helsingfors universitet 1955–1975. Han utgav bland annat avhandlingen Metriikkamme perusteet (1949) och verket Die Metrik des Kalevala-Verses (1951).
Sadeniemi förlänades professors titel 1961.